# أوراق كنز مينغ العظيم

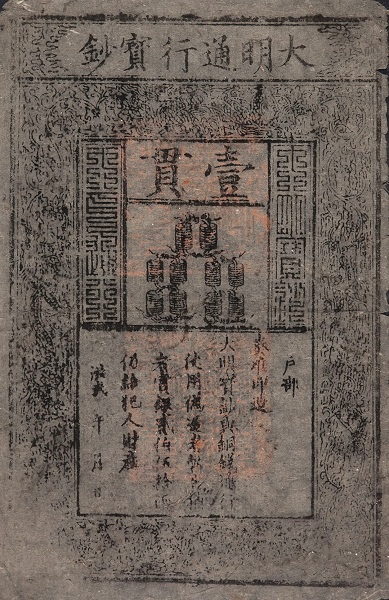
ورقة نقدية بقيمة 1 جوان (أو 1000 ون) صدرت بين عام 1380 وأوائل القرن السادس عشر.

أوراق كنز مينغ العظيم (بالصينية المبسطة: 大明宝钞؛ بالصينية التقليدية: 大明寶鈔؛ البينيين: dà míng bǎo chāo) أو دا مينغ باو تشاو سلسلة من الأوراق النقدية الصادرة خلال عهد أسرة مينغ في الصين. صدرت لأول مرة في عام 1375 في عهد الإمبراطور هونغ وو. على الرغم من نجاح عملة مينغ تريجر نوت الورقية في البداية، إلا أن حقيقة أنها كانت عملة ورقية وتوقف الحكومة إلى حد كبير عن قبول هذه الأوراق النقدية تسببت في فقدان الناس الثقة بها كعملة صالحة مما تسبب في ارتفاع سعر الفضة بالنسبة للعملة الورقية. أشارت التجارب السلبية مع التضخم التي شهدتها أسرة مينغ إلى أن المانشو لن يُكرروا هذا الخطأ حتى صدرت الأوراق النقدية الصينية الأولى بعد ما يقرب من 400 عام مرة أخرى ردًا على تمرد تايبينغ في عهد الإمبراطور شيانفينج من أسرة تشينغ خلال منتصف القرن 19.

## خلفية
صدرت أسلاف النقود الورقية (紙幣) المعروفة باسم "النقد الطائر" من قِبل أسرة تانغ؛ مع ذلك، لا يمكن بأي حال من الأحوال اعتبار هذه الكمبيالات شكلاً من أشكال النقود الورقية لأنها لم تكن مخصصة لتكون وسيلة للتبادل كانت قابلة للتداول فقط بين نقطتين بعيدتين. صدرت أول نقود ورقية حقيقية في العالم في عهد أسرة سونغ، صدرت هذه كمبيالات التجار في سيتشوان والمعروفة باسم جياوزي، في عهد الإمبراطور تشينزونغ (997-1022) مَنحت حكومة أسرة سونغ احتكارًا لإنتاج أوراق جياوزي لستة عشر تاجرًا ثريًا في سيتشوان، هؤلاء التجار بطيئين في استرداد أوراقهم النقدية وبدأ التضخم يؤثر على هذه الأوراق النقدية الخاصة، أممت الحكومة النقود الورقية في عام 1023 تحت إشراف مكتب الصرف. بما أن هذه الأوراق النقدية مدعومة من الحكومة حققت نجاحًا فوريًا واعتبرها الناس جديرة بالثقة مثل العملات النقدية، تشمل الأنواع الأخرى من الأوراق النقدية الصادرة في عهد أسرة سونغ هويزي وجوانزي. قبل أن تغزو إمبراطورية المغول الصين، أصدرت أسرة جورشن جين أيضًا نقودًا ورقية، جياو تشاو (交鈔). :9–33
قبل تأسيس أسرة مينغ، عانت أسرة يوان المنغولية من حالة شديدة من التضخم المفرط مما جعل النقود الورقية التي أصدرتها عديمة القيمة. وفي عهد أسرة يوان، ظلت العملات النقدية النحاسية متداولة مع النقوش Zhida Tongbao (至大通寶) و Dayuan Tongbao (大元通寶) و Zhizheng Tongbao (至正通寶) التي شكلت غالبية الإصدارات المتداولة و"سلاسل العملات النقدية" التي ظلت وحدة نقدية. بدأت الفضة في احتلال مكانة بارزة في الاقتصاد المغولي واستكملت بالنقود الورقية التي أصدرتها الحكومة. صدر في عهد قوبلاي خان، Zhongtong Jiaochao (中統交鈔) تعتمد قيمتها على نسيج الحرير. صدر في عام 1271 Zhiyuan Baochao (至元寶鈔) والذي أُستكمل بـ Zhida Yinchao (至大銀鈔) القائمة على الفضة، وتداولت لمدة عام واحد فقط. السلسلة الأخيرة من النقود الورقية التي أصدرتها حكومة أسرة يوان من عام 1350 هي Zhizheng Jiaochao (至正交鈔). كان الاختلاف الرئيسي بين كيفية استخدام النقود الورقية في عهد المغول وفي عهد أسرة سونغ هو في مناطق معينة من أسرة يوان، كانت الأوراق النقدية الورقية هي الشكل الوحيد المقبول للعملة لم يكن من الممكن استبدالها بعملات نقدية نحاسية أو عملات فضية. يُعرف استبدال النقود الورقية بالنحاس أو الفضة باسم duìxiàn (兌現، "تحويل إلى مسكوكة") وهو السبب الرئيسي وراء اعتبار الأشكال السابقة من النقود الورقية موثوقة. نظراً لاعتماد هذه المناطق كلياً على النقود الورقية، تأثرت بشدة بالتضخم، إذ لم يكن بالإمكان تحويل أوراقها النقدية إلى عملة بناءً على أي قيمة جوهرية. لهذا السبب، سَمح المغول لرعاياهم بمواصلة استخدام العملات النقدية المصنوعة من سبائك النحاس، وأصدروا عملات جديدة بين الحين والآخر. خلال العقود القليلة الأخيرة من حكم أسرة يوان، تسبب التضخم في فقدان الناس ثقتهم بالنقود الورقية، وأصبحت المقايضة أكثر وسائل التبادل شيوعاً.

## تاريخ

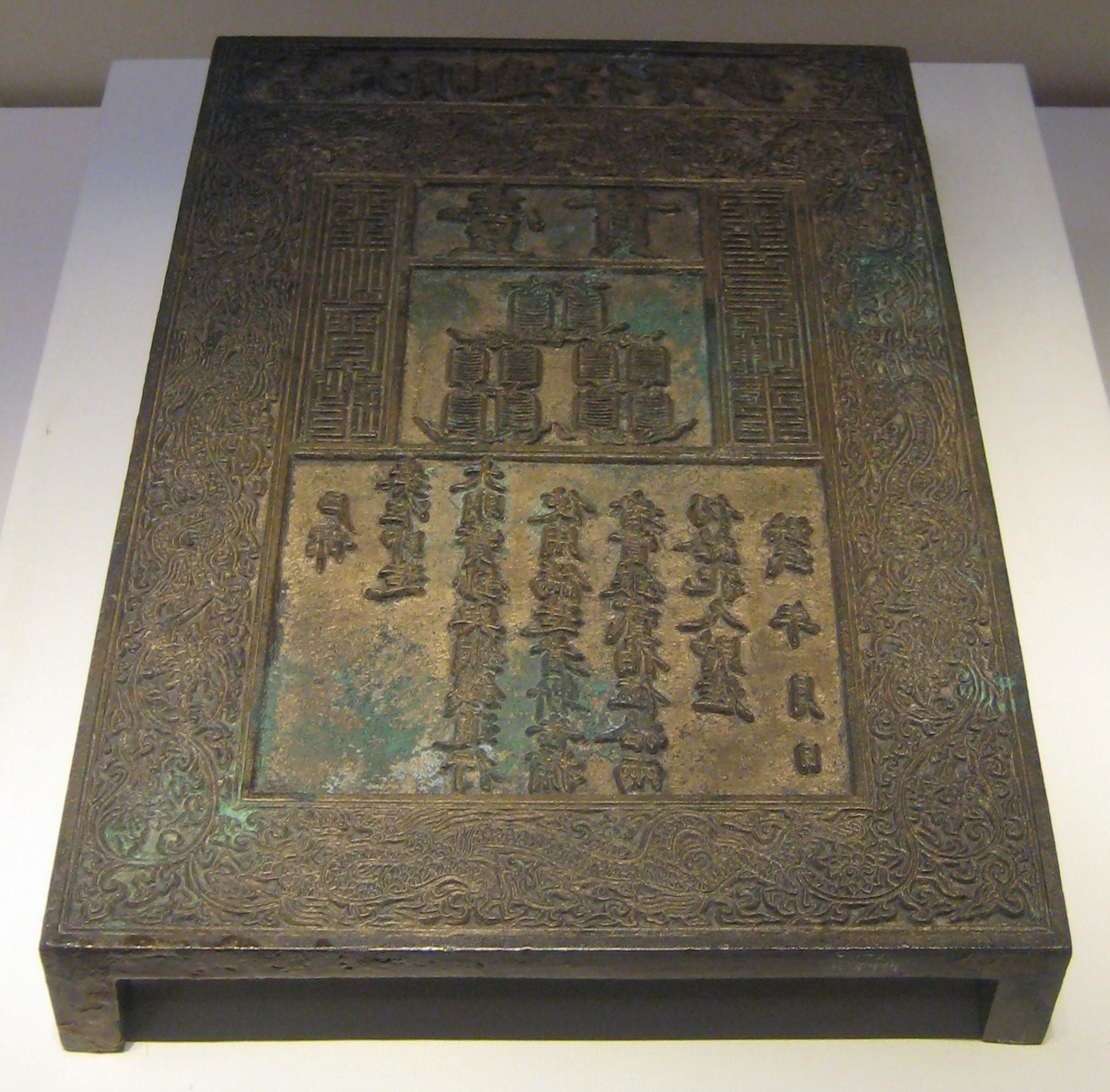
لوحة طباعة تستخدم لإنتاج الأوراق النقدية من فئة 1 جوان.

حملت الأوراق النقدية الأولى لسلالة مينغ لقب الإمبراطور هونغ وو وصدرت في عام 1375، قبل عام من إنشائه هيئة الإشراف على النقود الورقية (寶鈔提舉司، bǎo chāo tí jǔ sī) للإشراف على إنتاجها. كانت السلسلة الأولية من Great Ming Tongxing Baochao (大明通行寶鈔، dà míng tōng xíng bǎo chāo ) مصنوعة من لحاء التوت. من الممكن استبدال الأوراق النقدية من فئة 1 غوان بألف عملة نقدية برونزية في جميع أنحاء إمبراطورية مينغ، ووضح ذلك من خلال صورة لسلسلة من العملات النقدية البرونزية مُقسمة إلى عشرة أجزاء. احتوت الفئات الأصغر على صور أجزاء أقل من السلسلة، كانت تصدر بفئات 100، 200، 300، 400، و500 ون. حجم 1 غوان 36.4 × 22 سم مما يجعلها أكبر الأوراق النقدية التي أنتجت على الإطلاق في تاريخ الصين. تحتوي جميع الأوراق النقدية الورقية من هذه السلسلة الأولى من سند كنز مينغ العظيم على نقش يفيد بأنها عملة صالحة صادرة عن أمانة القصر (中書省، zhōng shū shěng)، أوضحت نصوص أخرى أن المزورين سيواجهون العقوبة ومن يكشف هؤلاء المزورين سيحصلون على مكافأة كبيرة، وأخيرًا كُتب تاريخ الإصدار باسم العصر، متبوعًا بالسنة، الشهر، واليوم. على عكس العملات الورقية التي أصدرتها أسرتي سونغ ويوان، لم تكن سند كنز مينغ العظيم مفروضة عليها أي قيود جغرافية، ولم يكن لها تاريخ انتهاء صلاحية. أشارت الأوراق النقدية التي أصدرتها أسرة مينغ إلى أنها ستتداول إلى الأبد.
لم تكن أوراق الكنز العظيم من عهد أسرة مينغ مدعومة بأي شكل من أشكال العملة الصعبة أو الاحتياطيات، ولم تفرض الحكومة أي قيود على إنتاجها. أدت هذه الظروف إلى معاناة العملة الورقية لسلالة مينغ من التضخم. في عام 1376، قُدم تشريع جديد لسحب الأوراق النقدية البالية من التداول واستبدالها بأوراق نقدية جديدة مقابل رسوم تُعرف باسم "غونغموفي" (工墨費، غونغ مو فيي) التي حُددت بـ 30 ون لكل ورقة نقدية. مع ذلك، في عام 1380، صدر قانون جديد يُقيد استبدال الأوراق النقدية غير القابلة للقراءة، مما دفع الناس إلى قبول هذه الأوراق النقدية القديمة بقيمة منخفضة. خلال هذه الفترة، توقفت الحكومة عن قبول الأوراق النقدية البالية، وفي بعض الحالات لم تُقبل الأوراق النقدية مما أثار استياء الناس. خلال هذه الفترة، أصدرت حكومة سلالة مينغ المزيد من الأوراق النقدية في السوق بأشكال مختلفة مثل رواتب العسكريين (軍餉، jūn xiǎng)، بينما بالكاد قبلوا أو استبدلوا أي أموال ورقية موجودة مما تسبب في فقدان الناس الثقة في ورقة كنز مينغ العظيمة. في عام 1380، الغيت الأمانة الإمبراطورية، وأصبحت وزارة الإيرادات (戶部، hù bù) مسؤولة عن تصنيع أوراق كنز مينغ العظيمة، ووزارة الأشغال (工部، gōng bù) عن عملات هونغو تونغباو النقدية المصنوعة من سبائك النحاس. في عام 1389، أصدرت حكومة مينغ أوراقًا نقدية بفئات أقل "لدعم الشعب" (以便民用) وتحسين التجارة الداخلية. هذه الأوراق من فئات 10، 20، 30، 40، و٥٠ ون، تحمل عملات نقدية غير مُعلقة. في عهد الإمبراطور يونغلي، أصبحت أوراق الكنز الكبرى من عهد مينغ العملة الورقية الوحيدة الصالحة لبقية السلالة، نتيجةً لذلك، لم تشهد العملة الورقية في عهد مينغ أي تعديلات أو إصلاحات أخرى.
أدى الإفراط في طباعة النقود إلى تضخم مفرط حاد وانعدام الثقة بالعملة الورقية. ألغى الإمبراطور هونغتشي والإمبراطور تشنغده إنتاج واستخدام الأوراق النقدية. :79بحلول عام 1535، قيمة 1 غوان من النقود الورقية تساوي 0.28 من العملة المعدنية فقط. في عام 1643، قُدم اقتراح لإعادة إدخال النقود الورقية من أجل تمويل النفقات الناجمة عن الوضع الصعب الذي واجهته أسرة مينغ في ذلك الوقت في ظل تمرد لي زيتشنغ.
زرع بنك إنجلترا مجموعة صغيرة من أشجار التوت تكريمًا لهذه الأوراق النقدية في 1920.

## العينات الباقية

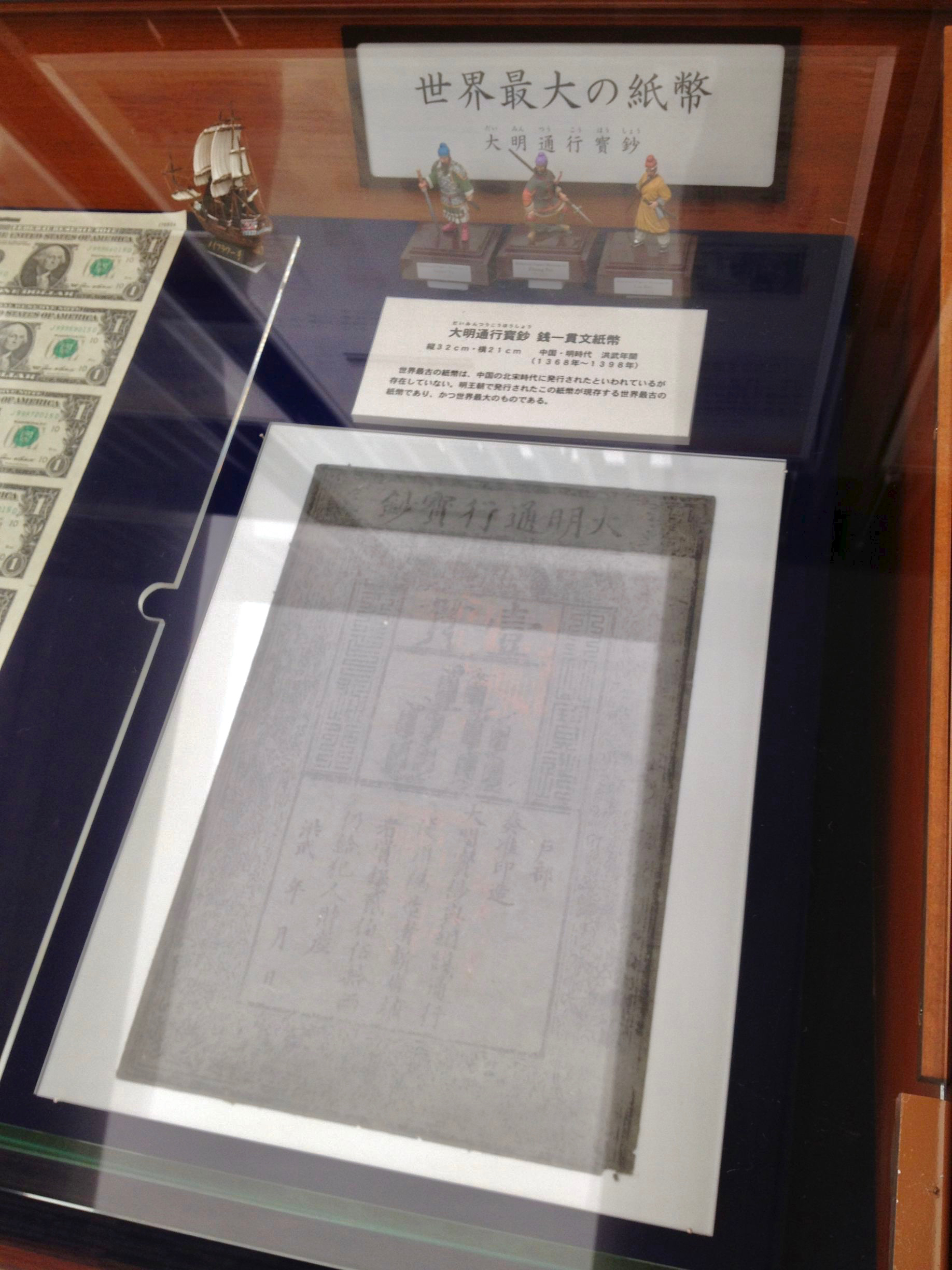
ورقة نقدية من فئة دا-مينغ تونغشينغ باوتشاو (大明通行寳鈔) معروضة في متحف بنك طوكيو-ميتسوبيشي يو إف جيه للعملات في ناغويا ، اليابان. لاحظ حجمها مقارنةً بأوراق الدولار الأمريكي الحديثة.

خلال أوائل القرن 20، اكتُشف اكتشافين حيث اكشف عن عدد كبير من أوراق النقد من فئة 1 غوان من عهد أسرة مينغ العظيمة، حدث أول هذين الاكتشافين في عام 1900 عندما احتلت القوات الأجنبية العاصمة بكين ردًا على ثورة الملاكمين. أثناء الاحتلال، أطاح عدد من الجنود الأوروبيين من تحالف الدول الثماني بصورة مقدسة لغوتاما بوذا في القصر الصيفي مما كشف عن عدد كبير من سبائك الذهب والفضة إلى جانب العديد من الأحجار الكريمة، المجوهرات، وحزمة من أوراق النقد من فئة 1 غوان من عهد أسرة مينغ العظيمة، لأن هؤلاء الجنود الأوروبيين كانوا سعداء بالأحجار الكريمة والمعادن النفيسة التي حصلوا عليها، سلموا حزمة الأوراق النقدية إلى الجراح بالجيش الأمريكي الرائد لويس ليفينغستون سيمان، الذي كان من المارة وحاضرًا بشكل غير رسمي فقط. أعطى لويس سيمان حزمة الأوراق النقدية لمتحف كلية سانت جون في مدينة شنغهاي. أُعيد إنتاج أحد هذه الأوراق النقدية كنسخة طبق الأصل من الطباعة الحجرية في كتاب التجارة والإدارة للإمبراطورية الصينية الذي كتبه هوزيا بالو مورس. اكتشفت دفعة أخرى من الأوراق النقدية بقيمة 1 جوان عند هدم أحد الجدران المحيطة بمدينة بكين في وقت ما من عام 1936. عندما وصل العمال إلى البوابة الضخمة في الجدار، اكتشفوا رزمة كبيرة من أوراق نقدية من فئة 1 جوان من كنز مينغ العظيم كانت مدفونة في الجدار نفسه. بعد أن أزال العمال الأوراق النقدية المتسخة والتالفة، بدأوا في بيع الأوراق النقدية للمارة الواقفين حولهم. باع العمال الأوراق النقدية مقابل بضع عملات نحاسية لكل منها كانت تعادل بضعة سنتات فقط بالعملة الأمريكية في ذلك الوقت. كان أحد المارة الذين اشتروا إحدى أوراق الكنز العظيمة هذه هو لوثر كارينجتون جودريتش من جامعة ينتشينغ، اشترى عينتين مقابل بضعة نحاسيات فقط، ثم أعطاها لاحقًا لصديقه القس بالو الذي كتب عن الرواية. وبسبب هذه الظروف، أصبح من السهل نسبيًا على هواة جمع الأوراق النقدية والعملات الورقية في العصر الحديث الحصول على أوراق نقدية من فئة 1 جوان، وهي الأوراق النقدية الصينية الوحيدة التي تعود إلى ما قبل عهد أسرة تشينغ والمتاحة في السوق.
لا يزال عدد قليل من الأوراق النقدية من فئات أخرى موجودًا، إذ صدرت فقط في عهد الإمبراطور الأول. وتُحفظ هذه الأوراق النقدية، بالإضافة إلى ألواح الطباعة الخاصة بالفئات التي لا يُعرف وجود أوراق نقدية باقية منها، في المتاحف الصينية.